# Szent Kereszt felmagasztalása templom (Máramarossziget)
A máramarosszigeti Szent Kereszt felmagasztalása templom műemlékké nyilvánított épület Romániában, Máramaros megyében. A romániai műemlékek jegyzékében az MM-II-m-A-04681 sorszámon szerepel.